# Langues à Saint-Eustache
La langue officielle de Saint-Eustache est le néerlandais.

Saint-Eustache est une commune néerlandaise à statut particulier au sein du Royaume des Pays-Bas et une ancienne colonie de ce dernier, dont il a hérité la langue néerlandaise.

En 2011, l'anglais est devenue une langue semi-officielle qui peut être utilisée par les autorités.

C'est l'anglais qui sert généralement de langue véhiculaire entre les insulaires. L'anglais est la langue maternelle de la majorité des insulaires mais il s'agit généralement d'un anglais local appelé "anglais de Saint-Eustache", un anglais créolisé.

Outre l'anglais, le néerlandais et l'espagnol sont parlés significativement.

Depuis 2014, c'est l'anglais qui est l'unique langue de l'enseignement dans le primaire, tandis que le néerlandais n'est plus qu'enseigné que comme langue étrangère. Le néerlandais est également petit à petit remplacé par l'anglais dans le secondaire (en 2016 seule la première année du secondaire est enseignée en anglais).

L'anglais est également la langue des médias, du tourisme et des affaires.

## Sondage de 2013
Selon un sondage (effectué tous les quatre ans) du bureau central de la statistique de Bonaire réalisé en 2013, les langues parlées par les sondés de 15 ans et plus habitant depuis au moins 3 mois sur l'île ou ayant l'intention d'y rester au moins 3 mois sont :
- "Quelle(s) langue(s) parlez-vous ? (plusieurs réponses possibles)" :

1. Anglais : 96,0 %
2. Néerlandais : 49,7 %
3. Espagnol : 38,7 %
4. Papiamentu : 25,2 %

68,0 % des 299 sondés déclarent parler plus d'une langue.
- "Si le répondant parle plus d'une langue : Quelle langue parlez-vous le plus ?"

1. Anglais : 84,7 %
2. Espagnol : 7,4 %
3. Néerlandais : 6,3 %
4. Papiamentu : - %

## Recensement de 2001
Le recensement général de la population et de l'habitat des Antilles néerlandaises (incluant Saint-Eustache) réalisé en 2001 pose les deux questions démo-linguistiques suivantes :
- "Quelle langue ou quelles langues est/sont habituellement parlées dans ce ménage ? Il est possible de donner plus d'une réponse !"

...
- "Quelle est la langue la plus parlée dans ce ménage ?"[4]

Langues les plus parlées (% des ménages)
1. Anglais : 84,1 %
2. Espagnol : 5,5 %
3. Néerlandais : 4,3 %
4. Papiamentu : 1,6 %

Langues les plus parlées (% des personnes)
1. Anglais : 82,7 %
2. Espagnol : 5,8 %
3. Néerlandais : 4,2 %
4. Papiamentu : 1,5 %